# Ugo Betti
Ugo Betti (Camerino, 4 febbraio 1892 – Roma, 9 giugno 1953) è stato un poeta e drammaturgo italiano.

## Biografia
Fratello del giurista Emilio, Betti studiava legge a Parma quando si arruolò come volontario allo scoppio della prima guerra mondiale. Venne fatto prigioniero dopo Caporetto e internato prima a Rastatt, e poi nel campo per ufficiali italiani di Celle (Hannover) insieme agli scrittori Carlo Emilio Gadda e Bonaventura Tecchi, che diventeranno suoi amici e con i quali condivise la stessa baracca, soprannominata al campo "la baracca dei poeti". Alla fine del conflitto finì i suoi studi e divenne un giudice. Con la passione del calcio, divenne giocatore e dirigente della squadra del Parma, e fu co-ideatore della divisa che ancora nel ventunesimo secolo indossano i giocatori della squadra ducale, maglia bianca con croce nera. Pubblicò la sua prima raccolta di poesie nel 1922, Il re pensieroso, scritte mentre era prigioniero in Germania fra il 1917 e il 1918. La Padrona, il suo primo dramma fu rappresentato per la prima volta nel 1927, e il successo che ottenne lo spinse a dedicarsi completamente al teatro. Nel 1931 si trasferì da Parma a Roma. Al termine della seconda guerra mondiale lavorò alla biblioteca del Ministero della Giustizia. Sebbene abbia scritto molti drammi durante il periodo fascista, i suoi lavori più conosciuti furono concepiti negli anni quaranta.
Nel 1945 è cofondatore, insieme a Diego Fabbri, Sem Benelli, Massimo Bontempelli, e altri autori teatrali, del Sindacato Nazionale Autori Drammatici  (SNAD), con l'intento di salvaguardare il lavoro dei drammaturghi e degli scrittori teatrali.
I suoi drammi sono pervasi dall'idea di fondo dell'impossibilità di separare il bene dal male, di perseguire una giustizia corretta ed efficace, di percepire un'esistenza priva di un'entità superiore. Lo smarrimento dell'essere umano di fronte all'imperscrutabilità della vita è stato espresso da Betti con un duplice effetto: rassegnazione per la condizione dell'uomo e speranza nella ulteriore vita dopo la morte.
Morì a 61 anni, in una clinica romana, dove si ricoverò negli ultimi giorni di una malattia incurabile.
Complessivamente scrisse 27 drammi. Fra le sue opere più importanti ricordiamo Frana allo scalo nord, Corruzione al Palazzo di giustizia, Lotta fino all'alba e Delitto all'isola delle capre, che gli aprirono la strada dei palcoscenici internazionali. I suoi drammi sono stati interpretati da attori del livello di Vittorio Gassman, Enrico Maria Salerno, Salvo Randone, Tino Buazzelli. È stato definito "dopo Pirandello, il più intenso e profondo drammaturgo italiano della prima metà del Novecento".
Nel 1963 il Comune di Camerino ha istituito il "Premio Ugo Betti per la Drammaturgia".

## Opere
- Il re pensieroso (1922)
- La Padrona (1926)
- La casa sull'acqua (1928)
- L'isola meravigliosa (1929)
- Una bella domenica di settembre (1935)
- I nostri sogni (1936)
- Frana allo scalo nord (1936)[5]
- Il paese delle vacanze (1937)[6][7]
- Favola di Natale (1937)
- Notte in casa del ricco (1938)
- Un albergo sul porto (1938)
- Il cacciatore di anitre (1940)
- Il diluvio (1943)
- Marito e moglie (1943)
- Spiritismo nell'antica casa (1944)
- Corruzione al Palazzo di giustizia (1944)
- Delitto all'isola delle capre (1946)
- Il vento notturno (1946)[8]
- Ispezione (1947)
- Acque turbate (1948)
- La regina e gli insorti (1949)
- L'aiuola bruciata (1952)
- La fuggitiva (1953)
- Canto di emigranti